# Gekiga

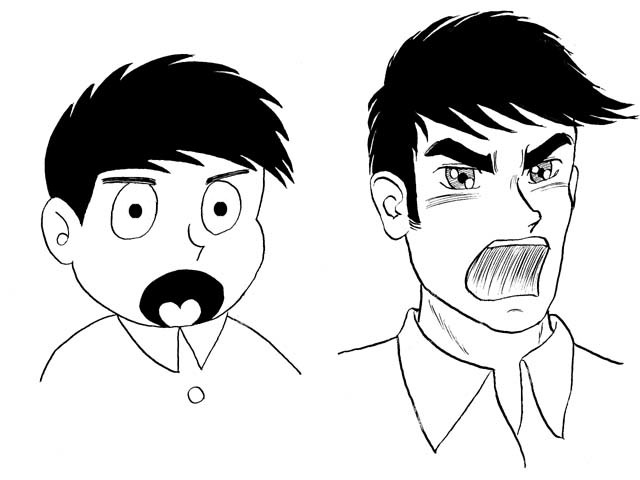
Una expresión característica de una historieta clásica (izquierda), y una expresión estilo gekiga (derecha).

Gekiga (劇画?) es el vocablo japonés para "imagen dramática". El término fue creado por Yoshihiro Tatsumi y adoptado por muchos otros mangakas serios que no querían que su trabajo fuera conocido como manga o "garabatos". Es comparable con Will Eisner quien comenzó a llamar a sus historietas "Novelas gráficas" en contraste a los "libros de historietas o comic books" por la misma razón.

## Historia
Tatsumi comenzó a publicar gekiga en 1957. El gekiga era sumamente diferente a la mayoría de los mangas que para ese entonces estaban dirigidos a niños. Esas "imágenes dramáticas" no surgieron del manga comercial publicado en Tokio del cual Osamu Tezuka era la cabeza, sino de bibliotecas públicas localizadas en Osaka. Las bibliotecas públicas toleraban más la publicación de trabajos experimentales y ofensivos que la corriente comercial de Tezuka durante este periodo. A finales de los años 60 y principios de los 70, los niños que crecieron leyendo manga y que buscaban algo más adaptado a una audiencia adulta encontraron en el gekiga lo que buscaban. 
A causa del crecimiento en popularidad del gekiga y otros mangas "underground", hicieron que aún Tezuka comenzara a mostrar la influencia de los dibujantes de gekiga las cuales se notara en algunos de sus trabajos como Hi no Tori (Phoenix), producida a mediados de los años 1970, y en especial Adolf, producida temprano en los 80. Adolf estaba influenciado en gran parte por el trabajo artístico de Tatsumi, con un estilo más realista y un panorama más oscuro que la mayoría de los trabajos de Tezuka. En cambio Tatsumi fue influenciado por las técnicas de Tezuka para contar historias.
No solo la forma de contar la historia era más seria en el gekiga también el estilo lo era. El gekiga constituye un trabajo de primera generación para los historietistas japoneses alternativos. Olvidándose de los objetivos principales del gekiga de mostrar historias más reales y maduras, algunos autores abusaron de la definición para producir trabajos que solo contenían factores chocantes.
Como resultado de la adopción por parte de Tezuka del estilo gekiga y la manera de contar las historias, se abrieron las puertas para aceptar una amplia diversidad de historias experimentales en el mercado comercial de manga lo que la crítica llama "la edad de oro del manga". Esto comenzó a mediados de los años 1970 y continuó hasta los 80. Terminó gradualmente cuando el mercado de revistas shōnen se volvió más comercial.
Más recientemente el mercado comercial de publicaciones shōnen muestra una gran cantidad de influencias del gekiga y este tipo de trabajos se puede encontrar ahora en mercados un poco más underground (usualmente revistas seinen).
En adición, otros movimientos artísticos emergieron de la revista de manga alternativo Garo al tiempo en que el gekiga era aceptado en el ámbito comercial tiempo después con la llegada del movimiento de "La nouvelle manga". Este movimiento reemplazo al gekiga como manga alternativo en Japón.

## Estilo
Aunque el dibujo gekiga varía considerablemente entre los diferentes artistas del género, este mantiene ciertos elementos inalterables, una imagen que muestra una expresión realista característica por los detalles en la expresión facial. A diferencia de la historieta clásica, las cabezas de los personajes guardan una proporción más realista respecto a la de los seres humanos. En el gekiga se tiende también a dibujar más las expresiones musculares del rostro acorde con la emoción que se intenta transmitir.

## Mangakas de estilo gekiga
En esta lista se recogen algunos artistas manga conocidos por crear obras desde una perspectiva gekiga.
- Shin’ichi Abe
- Kazuichi Hanawa
- Tetsuo Hara
- Seiichi Hayashi
- Hiroshi Hirata
- Yukinobu Hoshino
- Ryoichi Ikegami
- Susumu Katsumata
- Kazuo Koike
- Goseki Kojima
- Masahiko Matsumoto
- Takao Saito
- Imiri Sakabashira
- Tokunan Seiichiro
- Sanpei Shirato
- Masayuki Taguchi
- Rumiko Takahashi
- Yoshihiro Tatsumi
- Buichi Terasawa
- Osamu Tezuka (sus últimos trabajos tales como MW y Oda a Kirihito)
- Yoshiharu Tsuge
- Tadao Tsuge
- Kuniko Tsurita
- Yukichi Yamamatsu
- Takehiko Inoue
- Go Nagai